# Carlos Adén
Carlos Adén, que a veces aparece como Carlos Aden y cuyo verdadero nombre era Luis de Elizalde,  fue un guionista de  cine que nació en Argentina en 1904 y falleció en 1970.

## Filmografía
Guionista
- Historia de una noche (1963)
- Hombre de la esquina rosada (1962)
- El bote, el río y la gente (1960)
- Enigma de mujer (1956)
- La dama del millón (1956)
- En carne viva (1955)
- La honra de los hombres (1946)
- El fin de la noche (1944)
- Los ojos más lindos del mundo (1943)
- Su hermana menor (1943)
- Ceniza al viento (1942)
- Su primer baile (1942)
- Historia de una noche (1941)
- Dama de compañía (1940)
- La casa del recuerdo (1940)
- El Loco Serenata (1939)
- La vida de Carlos Gardel (1939)
- Puerta cerrada (1939)
- Los caranchos de la Florida (1938)
- Nace un amor (1938)
- Escala en la ciudad (1935)

## Premio
La Academia de Artes y Ciencias Cinematográficas de la Argentina le otorgó el premio Cóndor Académico a la mejor adaptación de 1941 por la película Historia de una noche  conjuntamente con Luis Saslavsky.